# 波蘭鎮區 (阿肯色州格林縣)
波蘭鎮區（英語：Poland Township）是位於美國阿肯色州格林縣的一個行政鎮區。

## 地方資料
波蘭鎮區的面積為60.69平方千米，當中陸地面積為60.42平方千米，而水域面積為0.27平方千米。根據2010年美國人口普查的數據，當地共有人口1486人，而人口密度為每平方千米24.49人。